# Ácido 3,4,5-trimetoxibenzoico
Ácido 3,4,5-trimetoxibenzoico é a versão O-metilada do ácido triidroxibenzoico. É encontrado no eucalipto.